# Uomini senza donne
Uomini senza donne è un film del 1996 diretto da Angelo Longoni

## Trama
Roma, Alex e Max sono due amici che dividono lo stesso appartamento. Il primo è un pubblicitario, elegante, salutista e con la passione del kickboxing mentre il secondo è un sassofonista, sciupato nell'aspetto, grande bevitore e con un trascurato principio di ulcera.

Alex è fidanzato con Paola ma, con incurante cinismo, intreccia continuamente fugaci relazioni con qualunque donna gli piaccia, comprese le colleghe dell'ufficio in cui lavora con Paola, ma in continua attesa di un segnale da Eleonora, una fotomodella che lo ha colpito ma che si dimostra indecisa se terminare una relazione con un uomo molto più anziano di lei. Max, al contrario, è un sognatore, timido e solitario, alla perenne ricerca della persona giusta.
Durante una sessione di prove del complesso in cui suona Max viene provata una nuova corista, Anna, la quale, dopo il successo della prova, suscita l'interesse di Max che la invita, tra l'ironia dei compagni, abituati a vederlo rifiutato, nel locale dove il complesso si esibisce quella sera. Anna si presenta a fine serata ed invita Max nel suo appartamento ma, dopo averlo baciato in ascensore, al momento di aprire la porta, sente la voce dell'uomo che vive con lei e frettolosamente congeda un deluso Max. Alex, alla fine di un allenamento, riceve la visita del padre Dante, titolare dell'agenzia di pubblicità dove egli lavora, che gli chiede senza successo di intercedere per lui con la giovane amante "Chicca" con la quale sta vivendo un momento difficile; amante che il figlio non conosce e che si è sempre mostrato disinteressato a vedere.
Anna e Max si rivedono e, tra le difficoltà di quest'ultimo nell'avere rapporti sessuali, iniziano una relazione mentre Alex, tra un incontro e l'altro con le varie amanti, non si limita più ad aspettare notizie da Eleonora ma la segue, arrivando a sferrare un pugno all'anziano padre davanti alla sua casa, avendolo erroneamente scambiato per il suo amante.

La storia d'amore tra Anna e Max intanto prosegue ed il desiderio di convivenza della ragazza si manifesta sempre più intensamente fino al giorno in cui Max cede e comunica ad Alex la sua intenzione. Anna propone a quest'ultimo di affittare al suo posto l'appartamento nel quale viveva in precedenza con l'uomo che l'ha lasciata ed Alex accetta, trasferendovisi pochi giorni dopo.
La convivenza tuttavia si dimostra subito problematica. Max beve sempre di più, non riesce a dormire ed anche la sua professione ne risente, tanto che anche nel complesso viene notato il suo peggioramento, portando in superficie la sua difficoltà nel condividere la propria vita con qualcuno. Problemi simili, sia professionali che sentimentali, vengono sofferti anche da Alex. Sul lavoro, dove l'ossessione per Eleonora lo condiziona pesantemente, portandolo a compiere sempre più frequentemente grossolani errori, e nel suo rapporto con Paola, che casualmente viene a scoprire, durante una mattina di jogging insieme all'altra coppia, che egli vive da solo e che non ha nessuna intenzione di sposarsi o di avere figli, venendo da lei lasciato.
Dopo quest'ultimo evento, Dante invita Alex a cena con lui senza fornire spiegazioni. Alex svogliatamente accetta e mentre è al ristorante arriva Eleonora, scoprendo nel modo peggiore che è lei "Chicca", l'amante del padre. Dante lascia soli i due giovani per qualche minuto perché possano parlarsi ed arrivare ad un definitivo chiarimento. Eleonora rinfaccia ad Alex la sua immaturità e l'insicurezza che un rapporto con lui le darebbe, dicendogli chiaramente che l'amore sincero di un uomo, seppure di 60 anni, le darebbe quelle certezze che un giovane bello, affascinante ma cinico ed egoista non potranno mai darle ed inoltre Alex riceve dal padre, nel frattempo tornato al tavolo, la notizia del suo licenziamento e che dalla settimana successiva lavorerà insieme a lui al fine di poterlo controllare.
Anche Max viene lasciato da Anna, stanca della sua indole, incapace di uscire dalla sua autocommiserante solitudine. Una notte egli telefona ad Alex e, col pretesto di un attacco di ulcera, lo fa accorrere nella casa che hanno condiviso e dove ora vive solo, venendo a conoscenza che ora Anna vive con lui, e, dopo averlo colpito con un pugno, porta in superficie l'opposta incapacità di Alex,  quella di stare da solo.
Risolto l'alterco i due, nuovamente amici, vagano nella notte, ognuno con il proprio fardello che deriva dall'incapacità di trovare un equilibrio ed una felicità, ma soprattutto dalla mancanza di forza di volontà nel cercare di cambiare quello stato di cose dal quale entrambi non intendono uscire.